# 琵琶湖カントリー倶楽部
琵琶湖カントリー倶楽部（びわこカントリーくらぶ）は、滋賀県栗東市御園に広がるゴルフ場である。

## 概要
1958年（昭和33年）、滋賀県栗東町は町おこし目的で、ゴルフ場計画をヤンマーディーゼル株式会社に持ち掛けたことに始まる。コース用地は、栗東町金勝の比叡の山並を眺望でき、琵琶湖を眼下に、大本山延暦寺近くの土地である。
1958年（昭和33年）8月、コース設計を富澤誠造に依頼し、同年12月、新たなゴルフ場の建設に向けて経営母体「滋賀観光株式会社」を設立した。1959年（昭和34年）1月、造成工事が着工され、同年11月8日、栗東コース9ホールが完成し、滋賀県で最初のゴルフ場として開場された。1960年（昭和35年）10月、増設の琵琶湖コース9ホールが完成、18ホールのゴルフ場が完成した。
その後、1968年（昭和43年）9月、増設の三上コース9ホールが完成、計27ホールのゴルフ場が完成した。コースの特徴は、栗東コースは松に囲まれた雄大なフラットなコースで、琵琶湖コースは比叡の山並を望み琵琶湖を見渡すことができ、三上コースはバンカーが多い戦略性の高いコース造りとなっている。
2009年（平成21年）には、呉羽カントリークラブ（富山県富山市）と友好提携を結ぶ。
日本のプロゴルフメジャー大会の1つ、日本ゴルフ協会主催競技でもあり、日本選手権大会に相当する、日本オープンゴルフ選手権競技大会の開催実績があり、2021年（令和3年）、第86回 日本オープンゴルフ選手権競技大会の開催予定である。

## 所在地
〒520-3005 滋賀県栗東市御園513番地

## コース情報
- 開場日 - 1959年11月8日
- 設計者 - 富沢 誠造
- コースタイプ - 丘陵コース
- コース - 27ホールズ、パー108、6,950ヤード、コースレート、栗東・三上コース74.1、三上・琵琶湖コース73.1、琵琶湖・栗東73.4
- グリーン - 2グリーン、ベント（ペンクロス）
- プレースタイル - 乗用カート(5人乗り)、リモコン式、キャディ付き
- 練習場 - 18打席 200ヤード
- 休場日 - 毎週月曜日（月曜日が祝日の場合は翌日）、12月31日、1月1日[5][6]

## ギャラリー
- コース - 「琵琶湖カントリー倶楽部」、コース
- ハウス - 「琵琶湖カントリー倶楽部」、利用案内

## 交通アクセス
- 鉄道 - JR琵琶湖線（東海道本線）・JR草津線 - 草津駅西口よりクラブバス利用 約20分
- 道路 - 名神高速道路栗東ICより 3km[7]

## メジャー選手権
- 1993年（平成5年） - 第58回 日本オープンゴルフ選手権競技大会[8]
- 1999年（平成11年） - 第32回 日本女子プロゴルフ選手権大会[9]
- 2014年（平成26年） - 第47回 日本女子オープンゴルフ選手権競技大会[10]
- 2021年（令和3年） - 第86回 日本オープンゴルフ選手権競技大会開催予定[11]

## 関連文献
- 『月刊ゴルフマネジメント』、5月21(190)、「琵琶湖カントリー倶楽部」、東京 一季出版、2000年5月、2020年8月12日閲覧
- 『月刊ゴルフマネジメント』、25 (通号 246)、「ゴルフ倶楽部を考える(221)琵琶湖カントリー倶楽部の開場」、井上勝純著、2004年9月、2020年8月12日閲覧
- 『ゴルフ場ガイド 西版』2006-2007、「琵琶湖カントリー倶楽部（滋賀県）」、東京 ゴルフダイジェスト社、2006年5月、2020年8月12日閲覧
- 『美しい日本のゴルフコース BEAUTIFUL GOLF CULTURE IN JAPAN 日本のゴルフ110年記念 ゴルフは日本の新しい伝統文化である』、ゴルフダイジェスト社「美しい日本のゴルフコース」編纂委員会編、「昭和33年ヤンマーディーゼルは栗東町の要請でゴルフ場を開発湖水を眼下に27ホール」、東京 ゴルフダイジェスト社、2013年12月、2021年4月16日閲覧